# Boards of Canada
Boards of Canada (Abreviado como BoC por los fans) es un dúo de música electrónica escocés, formado por los hermanos Michael Sandison y Marcus Eoin. Los hermanos empezaron a interesarse por la música desde la misma infancia, ya que según ellos tocaban instrumentos juntos desde que tenían 10 años. Sin embargo, los primeros pasos como Boards of Canada se dieron en torno a 1987 cuando formaron el grupo junto a otros amigos de su pueblo, Pentland Hills, al sur de Edimburgo, la capital de Escocia. 
La música de Boards of Canada se puede adscribir a la corriente llamada IDM (Intelligent Dance Music), focalizada en torno al sello Warp Records, donde ellos mismos han publicado mayoría de su material. En sus canciones se notan influencias psicodélicas y ciertos virajes puramente hip hop, aunque en su álbum "The Campfire Headphase", impera un aire folk.
Desde que el dúo empezó a ser popular a finales de la década de 1990, se ha creado en torno a él un aura de secretismo y mitología, alimentado sobre todo por las pocas apariciones públicas de los hermanos, los casi inexistentes conciertos y por la especulación de que bajo su música y portadas se esconden mensajes ocultos. Al no conceder apenas entrevistas y ser muy celosos de su privacidad, los datos que se conocen sobre los hermanos son escasos e intrigantes. Por ejemplo, el dato de que eran hermanos permaneció oculto hasta la publicación de "The Campfire Headphase" (2005), ya que, según ellos, no querían que les comparasen con los hermanos Hartnoll de Orbital.

## Historia
Boards of Canada empieza propiamente su andadura en 1987, al juntarse los hermanos Sandinson con amigos de sus alrededores, entre los que se encontraba Chris Horne que tendría posteriormente una carrera musical aparte bajo el nombre de Christ. El nombre lo tomarían del National Film Board of Canada, institución de carácter similar a National Geographic, de la que Marcus y Michael eran grandes admiradores, llegando incluso a samplear partes de sus documentales para usarlas en sus canciones. 
Con el paso del tiempo, el grupo se centraría en los Sandinson y fue virando desde lo gótico y oscuro hasta la experimentación y psicodelia que les caracterizan. A principios de la década de 1990, Boards of Canada era ya un dúo y grababa sus primeras maquetas y composiciones en su propio estudio, llamado Hexagon Sun. Las primeras grabaciones se distribuían en casetes entre sus amigos de Edimburgo, figurando como discográfica su propio sello, Music70.
En 1995, se publica el primer lanzamiento "oficial" de Boards of Canada: el EP Twoism a través del ya mencionado sello Music70. El disco llegaría a manos de Sean Booth, miembro de Autechre y dueño de Skam Records, que inmediatamente les ficha para su sello donde se publica el siguiente EP, Hi Scores.
El paso de Skam a Warp Records fue bastante sencillo, ya que Autechre también publicaba en esta última. De esta manera, el primer álbum propiamente dicho de los escoceses, Music Has the Right to Children, sería publicado desde la primera división de la música electrónica en 1998. El disco fue un éxito tanto entre la crítica como en el público, siendo considerado por muchos como uno de los mejores discos de IDM de la historia y convirtiéndose inmediatamente en un clásico de culto. 
Mientras su primer disco recibía elogios y alabanzas, Boards of Canada publicó su primera y única Peel Session en 1999. El siguiente lanzamiento sería el EP In a Beautiful Place Out in the Country (2000) que mantenía al dedillo el estilo marcado en MHTRTC.
Tras cuatro años de larga espera, en 2002 llega el segundo álbum del dúo, titulado Geogaddi. El mismo nombre del disco y la enigmática portada levantaron una gran controversia acerca de si ocultaban alguna clase de simbolismo secreto. Todas y cada una de las teorías propuestas fueron rechazadas por los hermanos Sandinson, quienes aún no han explicado el significado de la simbología de Geogaddi. El disco se mantenía en la línea de su predecesor estilísticamente aunque se aprecia un ambiente más oscuro y una evolución de las formas y el contenido que logra evitar comparaciones odiosas con este. La crítica y los fans también respaldarían el disco, afianzándose así más en su estatus como referentes de la música electrónica.
En 2005 se publica The Campfire Headphase . Este álbum significa una pequeña revolución respecto a los anteriores ya que esta vez los pasos se dirigen más hacia el folk. Los samples, aunque omnipresentes, ceden parte de su territorio ante las guitarras acústicas, y los breaks de Trip-hop que aparecían anteriormente desaparecen aquí casi por completo.
Su música también aparece en el videojuego llamado Deep Chalk.
En 2013, mediante una campaña de publicidad previa aparecida en un principio en discos de vinilo, luego en programas de radio, un comercial de televisión, y finalmente por parte del dúo y la discográfica Warp, se anuncia la publicación del álbum Tomorrow's Harvest, lanzado en junio de ese mismo año.

## Discografía

### Álbumes oficiales
- Music Has the Right to Children - agosto de 1998 (Warp/Skam). CD, 2xLP.
- Geogaddi - febrero de 2002 (Warp/Music70). 3xLP, CD.
- The Campfire Headphase - octubre de 2005 (WarpLP123). 2XLP, CD, iTunes, Bleep.
- Tomorrow's Harvest - junio de 2013 (Warp). LP, CD, Bleep.

### Singles y EP
- Twoism - 1995 (Music70). Edición muy limitada en LP y casete. Reeditado en LP y CD en (Music70/Warp) en 2002.
- Hi Scores - 1996 (Skam Records). Edición muy limitada en 12" y casete. Reeditado en 12" y CD en (Music70/Warp) en 2002.
- Aquarius - enero de 1998 (Skam). 7" EP.
- Roygbiv/Telephasic Workshop 10" - agosto de 1998. Edición limitada (de Music Has the Right to Children)
- Peel Session - enero de 1999 (Warp). 12", CD.
- In a Beautiful Place Out in the Country - noviembre de 2000 (Warp/Music70). 12", CD.
- Trans Canada Highway - 2006 (Warp). CD.
- Reach for the Dead - 2013 (Warp). DD.

### Old Tunes
- Random 35 Tracks Tape o Old Tunes Vol. 1 - 1995 (Music70). Edición exclusiva en casete.
- Old Tunes (Vol. 2) - 1996 (Music70) - Edición exclusiva en casete.
- A Few Old Tunes - 1996 (Music70) - Edición exclusiva en casete.

## Apariciones en radio y en directo
- Peel Session TX 21/07/1998 - BBC Radio 1 (editado por Warp en 1999)
- Warp 10th Anniversary Party: Live @ Warp10 - noviembre de 1999
- Warp Lighthouse Party: Live @ Lighthouse - octubre de 2000
- Festival All Tomorrow's Parties at Sussex: Live @ ATP - abril de 2001
- Helterskelter FM Radio Broadcast - 2002

## Remixes

### Remixes de Boards of Canada
- "An Eagle In Your Mind" de Push Button Objects en Warp 10+3 Remixes, 1999.
- "Kid For Today" de Stereolab en Warp 10+3 Remixes, 1999.
- "Dayvan Cowboy (Odd Nosdam Remix)" de Odd Nosdam, en el EP Trans Canada Highway, 2006.
- "D C (Bit)" (remix de "Dayvan Cowboy") de Odd Nosdam en Pretty Swell Explode, 2008.
- "In a Beautiful Place Out in the Country" de Mira Calix & Oliver Coates en Warp20 (Recreated), 2009.
- "Kaini Industries" de Bibio en Warp20 (Recreated), 2009.

### Remixes hechos por Boards of Canada
- "Surfaise (The Trade Winds Mix)", en Demon 1, Michael Fakesch, mayo de 1997.
- "Dirty Great Marble" en Dirty Great Marble (Remixes), Bubbah's Tum, 1998.
- "Prime Audio Soup (Vegetarian Soup Remix)" en Prime Audio Soup, Meat Beat Manifesto, 1998.
- "Sandsings" en Pin Skeeling, Mira Calix, 1998.
- "Poppy Seed (Boards of Canada Remix)"  en So Soon, Slag Boom Van Loon, 2001.
- "Last Walk Around Mirror Lake" en From Left to Right, Boom Bip, mayo de 2003.
- "Dead Dogs Two" en Dead Dogs Two, cLOUDDEAD, enero de 2004.
- "Broken Drum" en Guero Deluxe Edition, Beck, marzo de 2005 y en Guerolito, Beck, diciembre de 2005.
- "Good Friday" en Alopecia, Why?, noviembre de 2007.
- "Sisters" en Odd Nosdam febrero 2016
- "NEVERMEN" en Mr Mistake, enero 2016
- "Sometimes" en The Sexual Objects, julio 2017

### Remixes hechos por Boards of Canada como Hell Interface
- "Trapped" de Colonel Abrams en mask200 (Skam Compilation), 1995.
- "Soylent Night" (Bach's Magnificat BWV 243a) de Hell Interface en Whine And Missingtoe (V/Vm), 1997.
- "The Midas Touch" de Midnight Star en mask500 (Skam Compilation), 1999.
- "The Story of Xentrix" en Warp WIFOF2003 Mix (Compilado de Warp Records), 2003.